# Mangabej rudohlavý
Mangabej rudohlavý (Cercocebus torquatus), známý též pod názvy mangabej obecný nebo mangabej bělokrký, je středně velký primát z čeledi kočkodanovitých (Cercopithecidae). Obývá tropické deštné lesy, mangrovové lesy a bažiny v západní Africe, konkrétně na území Kamerunu, Republiky Konga, Pobřeží slonoviny, Rovníkové Guineje, Gabonu, Ghany, Guineje, Libérie, Nigérie, Senegalu a Sierry Leone.

## Popis
Je to štíhlý primát s dlouhými končetinami, měřící 50–60 cm na délku a dosahující hmotnosti kolem 10 kg. Ocas, který je delší než tělo, měří 60–75 cm. Hřbet a vnější strany končetin jsou popelavě černé, břicho, vnitřní strana končetin a hrdlo zase bílé. Má černou obličejovou masku, pod tvářemi jamky, a na temeni hlavy rudohnědou srst, připomínající „čepičku“, podle které získal i svůj název.

## Chování
Mangabej rudohlavý je aktivní přes den, kdy vyhledává nejrůznější plody, např. ořechy, které díky svému silnému chrupu snadno rozlouskne, semena, drobný hmyz, listy nebo jiné zelené části rostlin. Často se za potravou vydává na pole, kde ročně způsobuje značné škody na úrodě. Žije ve smíšených skupinách čítajících 10–35 jedinců. V těchto skupinách nevládne nijak přísná hierarchie a mohou se zde pářit všichni samci. Samice rodí po 170denní březosti obvykle jedno mládě, které dosahuje pohlavní dospělosti mezi 5–7 rokem života.

## Ohrožení
V současné době je nejvíce ohrožován masivní ztrátou přirozeného biomu. V posledních dvacetiletích však početnost mangabejů rudohlavých stoupla a z původní kategorie zranitelných druhů byl v Červeném seznamu IUCN přeřazen do kategorie téměř ohrožených druhů.